# Comuna Sianți, Ostroh
Sianți (în ucraineană Сіянці) este o comună în raionul Ostroh, regiunea Rivne, Ucraina, formată din satele Kuraj, Sadkî și Sianți (reședința).

## Demografie
Componența lingvistică a comunei Sianți
     Ucraineană (99,06%)
     Alte limbi (0,84%)
Conform recensământului din 2001, majoritatea populației comunei Sianți era vorbitoare de ucraineană (99,06%), existând în minoritate și vorbitori de alte limbi.